# Лече (провинция)
Лече (на италиански: Provincia di Lecce) е провинция в Италия, в региона Апулия.
Площта ѝ е 2759 км², а населението — около 812 000 души (2007). Провинцията включва 96 общини, административен център е град Лече.

## Административно деление
Провинцията се състои от 96 общини:
- Лече
- Алесано
- Алецио
- Алисте
- Андрано
- Арадео
- Арнезано
- Баньоло дел Саленто
- Ботруньо
- Велие
- Верноле
- Галатина
- Галатоне
- Галиполи
- Галяно дел Капо
- Гуаняно
- Дизо
- Дзолино
- Джуджанело
- Джурдиняно
- Кавалино
- Казарано
- Калимера
- Кампи Салентина
- Каноле
- Капрарика ди Лече
- Кармиано
- Карпиняно Салентино
- Кастри ди Лече
- Кастриняно де' Гречи
- Кастриняно дел Капо
- Кастро
- Колепасо
- Копертино
- Кориляно д'Отранто
- Корсано
- Курси
- Кутрофиано
- Леверано
- Лекуиле
- Лицанело
- Малие
- Мартано
- Мартиняно
- Матино
- Мелендуньо
- Мелисано
- Мелпиняно
- Миджано
- Минервино ди Лече
- Монтезано Салентино
- Монтерони ди Лече
- Морчано ди Леука
- Муро Лечезе
- Нардо
- Невиано
- Новоли
- Ночиля
- Ортеле
- Отранто
- Палмариджи
- Парабита
- Пату
- Поджардо
- Порто Чезарео
- Презиче-Акуарика
- Ракале
- Руфано
- Салве
- Саличе Салентино
- Сан Донато ди Лече
- Сан Касиано
- Сан Пиетро ин Лама
- Сан Чезарио ди Лече
- Санарика
- Саникола
- Санта Чезареа Терме
- Секли
- Скорано
- Солето
- Соляно Кавур
- Спекия
- Спонгано
- Скуинцано
- Стернатия
- Сурбо
- Суперсано
- Сурано
- Тавиано
- Тауризано
- Тиджано
- Трепуци
- Триказе
- Тулие
- Удженто
- Уджано ла Киеза